# NGC 5096
NGC 5096 је лентикуларна галаксија у сазвежђу Ловачки пси која се налази на NGC листи објеката дубоког неба.
Деклинација објекта је + 33° 5' 17" а ректасцензија 13h 20m 8,6s. Привидна величина (магнитуда) објекта NGC 5096 износи 14,0 а фотографска магнитуда 14,9. NGC 5096 је још познат и под ознакама MCG 6-29-76, CGCG 189-51, VV 633, triple system, PGC 46506.